# Табет, Тарек
Тарек Табет (араб. طارق ثابت‎; род. 16 августа 1971) — тунисский футболист, выступавший на позиции защитника за сборную Туниса.

## Карьера игрока

### Клубная карьера
Тарек Табет провёл все свои 12 лет карьеры футболиста, с 1993 по 2005 год, за тунисский клуб «Эсперанс». С ним он множество раз становился чемпионом страны и обладателем Кубка Туниса. В 1994 году Табет в составе «Эсперанса» стал победителем главного африканского клубного турнира. 

### Карьера в сборной
Тарек Табет играл за сборную Туниса на домашнем Кубке африканских наций 1994, где провёл за неё два матча: группового этапа с Мали и Заиром. На Кубке африканских наций 1998 в Буркина-Фасо он отыграл за Тунис три матча: группового этапа с Ганой, ДР Конго и Того.
На чемпионат мира по футболу 1998 года во Франции Тарек Табет появлялся во всех трёх играх своей команды на турнире: выходил на замену в концовках поединков с Англией и Румынией и отыграл полностью матч с Колумбией.
На Кубке африканских наций 2000 в Гане и Нигерии Тарек Табет провёл все шесть матчей Туниса на турнире, который стал четвёртым, проиграв по серии пенальти матч за третье место ЮАР. Он был включён в состав сборной Туниса на чемпионат мира по футболу 2002 года в Японии и Южной Корее, но на поле в рамках первенства так и не вышел.

## Тренерская карьера
Тарек Табет работал главным тренером ливийских клубов: «Вефак Сабрата», «Халидж» и «Аль-Ахли», а также у себя на родине возглавлял ряд команд. В 2006-2007 он был помощником главного тренера сборной Туниса Роже Лемерра.

## Достижения
«Эсперанс»
- Чемпион Туниса (9): 1990/91, 1992/93, 1993/94, 1997/98, 1998/99, 1999/00, 2001/02, 2002/03, 2003/04
- Обладатель Кубка Туниса (3): 1990/91, 1996/97, 1998/99
- Обладатель Африканского Кубка Чемпионов (1): 1994
- Обладатель Кубка обладателей кубков КАФ (1): 1998
- Обладатель Кубка КАФ (1): 1997
- Обладатель Суперкубка КАФ (1): 1995